# Ana Maria Magalhães (escritora)
Ana Maria Magalhães, nome artístico de Ana Maria Bastos de Oliveira Martinho (Lisboa, 14 de abril de 1946), é uma escritora portuguesa, principalmente direcionada para a literatura infantojuvenil. É principalmente conhecida por ter escrito a coleção Uma Aventura, em dupla com Isabel Alçada, ex-Ministra da Educação. Conheceu Isabel em Outubro de 1979, no primeiro dia do ano letivo, na sala de professores da Escola Básica Fernando Pessoa, em Lisboa. Ambas docentes de Língua Portuguesa nessa escola, publicaram o primeiro livro da saga, Uma Aventura na Cidade, em 1982. 
Já publicaram juntas 118 livros. A coleção "Uma aventura" neste momento conta com 66 volumes publicados.

## Vida pessoal
Ana Maria Magalhães, batizada Ana Maria Bastos de Oliveira Martinho, nasceu numa família estável, que a marcou positivamente durante a infância. É irmã do ator e escritor Tozé Martinho e de Manuel Maria Bastos de Oliveira Martinho, sendo todos filhos do médico António Caetano de Oliveira Martinho e de sua mulher Maria Teresa Guerra Bastos Gonçalves, conhecida atriz, com o nome artístico de Tareka.
Foi casada com António Manuel Cabral de Magalhães, filho de Virgílio Manuel dos Anjos de Magalhães e de sua mulher Maria Antonieta Portela Cabral, meia-sobrinha-bisneta do 1.º Visconde da Amoreira da Torre, pai do seu filho Tiago Filipe de Oliveira Martinho Cabral de Magalhães, casado, e da sua filha Mariana de Oliveira Martinho Cabral de Magalhães, casada com Jorge Manuel Correia Aguiar (Nordeste, 5 de Janeiro de 1968) e mãe das suas duas netas, Matilde Cabral de Magalhães Aguiar (Ponta Delgada, 13 de Dezembro de 2001) e Leonor Cabral de Magalhães Aguiar (Ponta Delgada, 18 de Junho de 2004). 
Divorciada deste, é atualmente casada com Zeferino Coelho, editor no grupo Leya da marca Caminho,  que publica, desde o início, a coleção Uma Aventura. Foi aluna do Colégio do Sagrado Coração de Maria, em Lisboa, tendo lá concluído o antigo 7.º Ano do Curso Geral dos liceus.
A 17 de Janeiro de 2006 foi feita Grande-Oficial da Ordem do Infante D. Henrique.

## Obras
- Tudo Tem o Seu Tempo, Caminho (2012) - Autobiografia

### Em coautoria comIsabel Alçada
- Coleção Uma Aventura (1982-presente)
- Coleção Viagens no Tempo (1985-2002)
- Coleção Asa Delta
- Armadilha digital

Editora Caminho
- Histórias dos Jerónimos, Caminho (2000)
- Ler ou não ler eis a questão, Caminho (1988)
- Histórias e lendas da Europa, Caminho (1992)
- Histórias e lendas da América, Caminho (1994)
- Os jovens e a leitura nas vésperas do século XXI, Caminho (1994)
- Piratas e corsários, Caminho (1995)
- Diário secreto de Camila, Caminho (1999)
- Diário cruzado de João e Joana, Caminho (2000)
- Portugal: história e lendas, Caminho (2001)
- O leão e o canguru, Caminho (2001)
- Os primos e a fada atarantada, Caminho (2003)
- Três fábulas, Caminho (2007)
- Há fogo na floresta, Caminho (2005)
- Quero ser actor, Caminho  (2005)
- Quero ser outro, Caminho (2006)
- Rãs, príncipes e feiticeiros : oito histórias dos oito países que falam português, Caminho (2008)
- A gata Gatilde, Caminho (2009)
- O avô Urso Lão, Caminho (2012)
- O João e o salticão, Caminho (2012)
- A bruxa Cartuxa na floresta dos segredos, Caminho (2013)
- O crocodilo nini, Caminho (2013)
- A raposa azul: oito histórias tradicionais com mensagens universais, Caminho (2014)
- Em Roma sê romano, Caminho (2013)
- Os primos e o feiticeiro lampeiro, Caminho (2014)
- A joaninha vaidosa, Caminho (2013)

Outras publicações
- Um homem não chora..., Câmara Municipal de Grândola (1991)
- Segredos de Belém : guia dos Jerónimos, da Torre e do Bairro, Inst. Port. do Património Cultural (1992)
- Países sem fronteiras: a União Europeia, Centro de Informação Jacques Delors (1995)
- O Japão, Grupo de Trabalho do Ministério da Educação para as Comemorações dos Descobrimentos Portugueses (1995)
- As viagens do açúcar, Gabinete de Referência Cultural da CML (1995)
- A Europa dá as mãos, Centro de Informação Jacques Delors (1995)
- A Madeira, Grupo de Trabalho do Ministério da Educação para as Comemorações dos Descobrimentos Portugueses (1996)
- O Natal na Europa, Centro de Informação Jacques Delors (1996)
- A bandeira e o hino: símbolos de Portugal, Ministério da Educação (1997)
- Vale do Côa: um lugar mágico, IPA-PAVC (1998)
- O 25 de Abril: uma viragem na história de Portugal, Câmara Municipal de Lisboa (1998)
- A Cruz Vermelha, Cruz Vermelha Portuguesa  (1998)
- O circo maravilhoso da serpente vermelha, Quetzal  (2001)
- A cidadania de A a Z, Editorial do Ministério da Educação (2001)
- Manual de ajuda para o jovem: programa nacional de controlo da asma, Direcção Geral da Saúde (2002)
- Lendas e segredos das aldeias históricas de Portugal, Comissão de Coordenação da Região Centro (2002)
- A longa história do poder, Assembleia da República (2003)
- Cidadania e multiculturalidade, Editorial do Ministério da Educação (2003)
- O Museu da Nazaré, Cromotipo (2003)
- O urso amarelo, OMEP-Organização Mundial da Educção Pré-Escolar, Comité Português (2006)
- A batalha de Aljubarrota: histórias e lendas, Fundação Batalha de Aljubarrota (2007)
- O meu álbum de selos, Clube do Coleccionador dos Correios  (2007)
- 25 de Abril, Assembleia da República  (2007)
- O 5 de Outubro e a implantação da República, Assembleia da República (2011)
- Teki vai à escola = Teki ba escola, Lidel  (2011)
- O risco espreita, mais vale jogar pelo seguro, APS-Associação Portuguesa de Seguradores (2013)
- A ilha do arco-íris, Leigos para o Desenvolvimento  (2013)
- Missão impossível, Fundação Jorge Álvares (2014)
- Catástrofes e grandes desastres, APS-Associação Portuguesa de Seguradores  (2014)
- O tio desafio, Clube do Autor (2015)